# Marie-Caroline Saglio-Yatzimirsky
Marie-Caroline Saglio-Yatzimirsky, née en 1969, est une anthropologue et psychologue clinicienne française. Professeur des Universités en anthropologie à l’Inalco, chercheur au laboratoire Cessma, psychologue clinicienne au Centre régional de psychotraumatisme Paris Nord (Hôpital Avicenne, Bobigny), elle travaille sur les questions migratoires et sur l'exclusion sociale en Inde, au Brésil et en France.

## Vie scientifique
Après une formation littéraire (École normale supérieure de Fontenay-Saint-Cloud, 1988), elle s’oriente vers les sciences sociales en passant l’agrégation de sciences économiques et sociales et elle étudie à HEC (promotion 1992). Sa formation universitaire se poursuit avec un DEA d’histoire politique sous la direction de Pierre Rosanvallon, une thèse d’anthropologie sociale (Travail et politique en Inde, le cas des carmakars au Maharashtra, EHESS, 1996, dir. Francis Zimmermann) sur le travail des castes dites intouchables en Inde où elle passe 18 mois de terrain dans la région du Maharashtra. Elle est nommée maître de conférences en 1998 à l’Institut National des Langues et Civilisations Orientales à Paris, en civilisation de l’Asie du Sud et professeur en 2009. En janvier 2022 elle est nommée directrice adjointe de l'Institut Convergences Migrations (http://icmigrations.cnrs.fr) et directrice en 2023.

### L’exclusion sociale: la comparaison Inde/Brésil
Professeure invitée à l’Institut des Études Avancées de l’Université de São Paulo (2004 à 2007), elle propose la comparaison Inde-Brésil sur la problématique de l’exclusion urbaineet dirige le programme ANR SETUP (Social Exclusion, Territories and Urban Policies in Mumbai, Delhi, Rio de Janeiro, São Paulo). Son HDR en sciences sociales porte sur la comparaison Inde-Brésil au prisme de l’exclusion sociale et urbaine et les jeux d’échelle en anthropologie sociale. En janvier 2023 elle publie un premier roman, Bombay.

### Le croisement anthropologie, psychologie, psychanalyse
Parallèlement, elle poursuit au Brésil à l' Institut Sedes Sapientae sa formation professionnelle en psychologie clinique, psychopathologie et psychanalyse entamée à l'Université Paris V Descartes. Lauréate de l’Institut universitaire de France (2009-2014 IUF junior), elle entreprend une recherche à la croisée de l’anthropologie et de la psychologie sur la qualification du lien social et psychique dans les bidonvilles d’Inde du Brésil. Depuis 2010, elle travaille comme psychologue clinicienne dans le service de psychiatrie de l’hôpital Avicenne et plus spécialement dans la consultation de psychotraumatisme avec des exilés. Elle est membre du Comité scientifique et d’orientation du CN2R (Centre National de Ressources et de Résilience). Depuis 2014 elle est membre statutaire du CESSMA. Elle coordonne entre 2017 et 2021 le programme ANR LIMINAL qui traite des interactions et médiations langagières et culturelles en situation de crise migratoire, et entre 2021 et 2023 le programme Morts Covid en Migrations (https://www.icmigrations.cnrs.fr/mocomi/). Dans ses récentes publications, elle interroge dans une perspective à la fois anthropologique et psychologique le lien entre migrations, culture et trauma. Lauréate senior de l'IUF en 2022 (chaire innovation), elle propose de renouveler l'approche des migrations en sciences sociales en incluant systématiquement la question des langues et des cultures. Elle intervient dans les médias autour de la question migratoire (Le Monde, Libération, Le JDD, etc.).

## Publications scientifiquesmajeures[réf.nécessaire]

### Ouvrages  et directions d’ouvrages ou de numéros de revues
- Recherches en psychanalyse, "Le refus de l’étranger. Migrations, discours, exclusions" 2022/2 (° 34) (coordination avec E. Pestre) version bilingue (anglais, espagnol, portugais)
- Lingua (non) grata, Langues, Violences et résistances dans les espaces de la migration, Presses de l’Inalco (direction avec A. Galitzine-Loumpet), 2022 https://books.openedition.org/pressesinalco/44394?lang=fr

- Violence et récit. Dire, traduire transmettre le génocide et l'exil (direction), Paris, éditions Hermann, 2020
- Traduire l'exil (coordination dossier) Plein Droit, Gisti, no 124, mars 2020 (avec A. Galitzine-Loumpet)
- Subjectivités face à l'exil. Positions, réflexivités et Imaginaires des acteurs, numéro hors série, Journal des Anthropologues  2018 (direction avec A. Galitzine-Loumpet)
- La voix de ceux qui crient, rencontre avec des demandeurs d'asile, Paris, Albin Michel, 2018[12],[13],[14],[15],[16],[17]
- Mega city slums : Social Exclusion, Space and Urban policies in Brazil and India, London, Imperial College Press, 2014 (direction avec F. Landy)[18],[19]
- Dharavi : from mega slum to urban paradigm, Delhi, London, Routledge, 2013[20],[21],[22]
- Cidade e exclusão (direction), Revista dos Estudos Avançados, IEA, São Paulo, vol. 23, n° 6, 2009
- Le Maharashtra, entre tradition et modernité, Presses de l’INALCO (direction, coll. Colloques Langues’O), 2003
- Intouchable Bombay, le bidonville des travailleurs du cuir, Paris, CNRS Éditions (coll. Monde Indien), 2002[23],[24],[25]
- L’Inde, population et développement, Paris, Ellipses (direction, coll. Carrefours de Géographie), 2002[26]

### Sélection d’articles et chapitres d’ouvrages
- "La folie de l’histoire", in J. André et C. Chabert, C, F. Coblence, La Grande Histoire et la petite, PUF, Petite bibliothèque de psychanalyse, pp. 39-65, janvier 2023
- « Une mort surréaliste ». Familles immigrées endeuillées par les morts de Covid-19, Études sur la mort, n° 158, 2022 (av. V. Lotz et T. Baubet)

- Repriser le « traumatisme », retisser le lien (avec M. Delahaye et alii.) L’Autre, 2022/2 (Volume 23), p. 185-194.
- Migrants, d’une crise à l’autre. Épuisement ou transformation politique ? , Éditions Fondation Jean-Jaurès, avril 2022 (avec P. Doyen),https://www.jean-jaures.org/wp-content/uploads/2022/04/migrants-fatigue.pdf
- La parole en souffrance et son discrédit, Plein droit n° 131, décembre 2021 (avec L. Wolmark)
- Migrants et santé : soigner les blessures invisibles et indicibles, La santé en action, n°455, pp 15-18, mars 2021 (avec T. Baubet)
- "Migrants : déni des langues versus hospibabelité" revue AOC, 18 juin 2021 (avec A. Galitzine-Loumpet)
- "Protéger la santé psychique et reconnaître l’exceptionnelle gravité des psychotraumatismes " (avec Veïsse A. et. alii, collectif DASEM), revue ADSP, n° 111, juin 2020, pp. 43-45

- "The aesthetics of slum ? Exploring the lived and the imagined narratives of Dharavi (Mumbai)"(avec Min Tang), in A. Virmani, Aesthetic perceptions of urban environment, Routledge, 22 octobre 2021
- "Papiers perdus, sacs troués : objets-symptômes des demandeurs d’asile", in L’objet de la migration, le sujet en exil, dir. C. alexandre-Garner et A. Galitzine-Loumpet, Presses Universitaires de Nanterre, 2020
- « Face à la crise et à l’exil, le soin », Frédéric Worms éd., Le soin en première ligne. PUF, 2021, pp. 83-92
- « Survivre au meurtre Clinique de l’exilé contemporain », Jacques André éd., Survivre. PUF, 2019, pp. 31-52

- « Mujer de piedra, mujer de llanto, mujer de rebelion », in Caliban, FEPAL Montevideo, Vol. 17, n°1, 2019 pp. 131-135, 2019
- « Santé mentale des migrants : des blessures invisibles» , in Revue du Praticien, juin 2019, n°6, pp. 672-675 (avec T. Baubet), 2019
- « Santé mentale des exilés en France : entre impuissance et créativité» in Revue Européenne des Migrations internationales, 2018/2, vol. 34
- «Nouvelles migrations au Brésil : des représentations de l’accueil aux formes contemporaines de racisme», (avec A. Gebrim) Brésil(s), FMSH Paris, n°12, 2017
- « Temps du trauma, terre de l'asile », in Migrations, réfugiés, exil (dir. Patrick Boucheron), Odile Jacob, 2017
- « Shanghaiing Mumbai : Resettlement programs and social cost of urban development policies », in Indian and Chinese Forced Migration: a Comparison, Padovani F.(ed.), Lexington Books, pp 109-132, 2016
- « L'Inde et le Brésil: esquisse d'une comparaison», Le Débat, Gallimard, n° 186, pp. 44-53, sept-oct. 2015
- «Do relatório ao relato, da alienação ao sujeito: a experiência de uma prática clínica com refugiados em uma instituição de saúde », Revista Psicologia USP, Universidade de São Paulo, vol.26 no.2 São Paulo, mai/août 2015
- « Le trauma : du retournement de la culture à la nature humaine», Nature ou culture, P. Bonin et T. Pozzo (dir.) Colloques Institut Universitaire de France, Publications de l’Université de Saint Étienne, 2014, pp. 41-64
- « Mixing tīrttam and tablets- A healing proposal for mentally ill patients in Gunaseelam (South India) » (avec B. Sébastia), Anthropology and Medecine, Vol. 21, issue 3, oct. 2014
- «Allah guide et égare qui Il veut - La religion au centre de la prise en charge de l’adolescent migrant isolé en consultation de psycho traumatologie transculturelle », Adolescence, T. 31, n°4, pp. 853-871, 2013
- « Un homme-dans-le-monde : l’individu dans la société indienne selon Louis Dumont, Drôles d’individus, De l'individualité » dans Le Reste-du-monde, E. Lozerand (dir.), Paris, Klincksieck, pp. 179-191, 2014
- « Caste as a Political Tool, The Case of the Carmakars of Dharavi (Mumbai) », From Stigma to Assertion, M. Aktor (ed), Copenhague, University of Copenhagen, Museum Tusculanum Press (http://www.mtp.hum.ku.dk/default1.asp 2007), pp. 201-230, 2010
- « Le corps stigmate, Le cas des travailleurs du cuir hindous au Maharashtra », Images du corps dans le monde indien, Bouillier, V. & Tarabout G. (dir.), CNRS Éditions (coll. Monde Indien), 2003, pp. 397-421
- « Ressources foncières et pression immobilière à Mumbai (Inde) » (avec N. Bautès et E. Boissinot), Revue Tiers-Monde, 2011, n°206, avril-juin, pp. 55-74
- « Mumbai : mutations spatiales d’une métropole en expansion », Mappemonde, 2001, n°62, pp. 26-31, juin, http://www.mgm.fr/PUB/Mappemonde/M201/Saglio.pdf
- « La pauvreté en Inde : une question de castes? »Cultures et Conflits, 1999, n°35, pp. 125-142